# Villemontais
Villemontais là một xã trong tỉnh Loire miền trung nước Pháp.